# 사운드 오브 노이즈
사운드 오브 노이즈(Sound Of Noise)는 프랑스에서 제작된 올라 시몬손, 요하네스 셰르네 닐손 감독의 2010년 코미디, 범죄, 멜로/로맨스, 스릴러 영화이다. 벵트 닐슨 등이 주연으로 출연하였고 크리스토프 오데귀스 등이 제작에 참여하였다.

## 출연

### 주연
- 벵트 닐슨
- 산나 페르손

### 조연
- 매그너스 보르예손
- 프레드릭 미르
- 앤더스 베스테르가르드
- 조한스 비요크
- 스벤 알스트롬
- 랠프 카를손
- 폴라 맥매너스
- 페터 쉴트
- 펠레 오룬드
- 대그 맘베르크
- 비욘 그라나스
- 안데르스 얀손

## 제작진
- Line PD: 잉그리드 루드포스
- 제작책임: 카틴카 파라고
- 미술: 세실리아 스테너